# 2 Perdidos numa Noite Suja
Dois perdidos numa noite suja é um filme brasileiro de 2002 dirigido por José Joffily. Baseado na peça teatral Dois Perdidos numa Noite Suja de Plínio Marcos.

## Sinopse
Depois de um encontro casual, Tonho convida Paco para dividir um galpão abandonado. Tonho é tímido, humilde, sincero. Paco é misteriosa, arrojada, agressiva. Fora a condição de estrangeiros, aparentemente não têm nada em comum. Ele está cansado de subempregos e quer voltar para o Brasil. Ela quer virar uma pop-star e vender mais discos que a Madonna. Por necessidade, falta de opção e solidão Tonho e Paco passam a viver um cotidiano infernal, fruto de ressentimento, frustrações, violência e uma inusitada história de amor.

## Elenco
- Débora Falabella .... Paco
- Roberto Bomtempo .... Tonho
- David Herman .... Moe
- Guy Camilleri
- John Gilleece
- Richard Velazquez .... Policeman
- Theodoris Castellanos
- Daniel Porto

## Prêmios e indicações
Festival de Brasília (2002)
- Vencedor (Troféu Candango) nas categorias:

Melhor atriz (Débora Falabella)
Melhor diretor (José Joffily)
Melhor roteiro (Paulo Halm)
Grande Prêmio Cinema Brasil (2004)
- Vencedor na categoria

Melhor atriz (Débora Falabella)
- Indicado nas categorias

Melhor montagem (Eduardo Escorel)
Melhor roteiro adaptado (Paulo Halm)
Festival de Gramado (2002)
- Vencedor nas categorias:

Melhor montagem (Eduardo Escorel)
Melhor trilha sonora (David Tygel)
- Indicado na categoria

Melhor filme
Cine-PE (2003)
- Vencedor na categoria:

Melhor fotografia (Nonato Estrela)